# Fenestraspongia
Fenestraspongia is een geslacht van sponsdieren uit de klasse van de Demospongiae (gewone sponzen).

## Soorten
- Fenestraspongia intertexta (Carter, 1885)
- Fenestraspongia tubulosa (Lendenfeld, 1889)